# Пашозеро (озеро, Архангельская область)
Пашозеро — пресноводное проточное озеро на территории муниципального образования Тарасовского Плесецкого района Архангельской области.

## Физико-географическая характеристика
Площадь озера — 1,1 км², площадь водосборного бассейна — 91,8 км². Располагается на высоте 89,0 метров над уровнем моря.
Форма озера лопастная, продолговатая: оно более чем на два километра вытянуто с северо-запада на юго-восток. Берега изрезанные, каменисто-песчаные, местами заболоченные.
Через озеро течёт река Нельнега, приток Шорды.
В озере расположено не менее четырёх безымянных островов различной площади, рассредоточенных по всей площади водоёма.
Населённые пункты и автодороги вблизи водоёма отсутствуют.
Код объекта в государственном водном реестре — 03020300411103000004851.